# Явурек, Карел
Карел Явурек (чеш. Karel Javůrek ; (30 июля 1815, Прага — 23 марта 1909, там же) — чешский исторический живописец.
Наряду с Ярославом Чермаком считается родоначальником чешской исторической школы живописи.

## Биография
Родился в семье богатого промышленника. Обучался в пражской академии изобразительных искусств под руководством Христиана Рубена, затем — в студии известного чешского портретиста Франтишека Ткадлика,
Прошел стажировку в Дрездене, вместе с Ярославом Чермаком у Эгидиуса Кареля Густава Вапперса в Антверпене, и Париже — у Тома Кутюра.

## Творчество
Карел Явурек — автор сотен картин, изображающих почти все периоды чешской истории, а также ряда религиозных картин на библейские мотивы.
Темы для своих картин Явурек черпал из чешской истории, главным образом из Гуситских войн (известными работами художника являются картины «Прощание Яна Гуса с соотечественниками», (1846) и «Сожженая земля» (1852)), впоследствии писал преимущественно жанровые полотна и если изображал исторические сюжеты, то придавал им всё более и более жанровый характер.
Многие из картин Явурека, хотя и созданы на основе чешской истории, несут на себе влияние французских и бельгийских мастеров.
Картины К. Явурека